# Anuki jezik
Anuki jezik (gabobora; ISO 639-3: aui), jedini član istoimene podskupine sjevernopapuanskih kopnenih-D’Entrecasteaux jezika, kojim govori 890 ljudi (2001 SIL) u provinciji Milne Bay na Cape Vogelu, Papua Nova Gvineja.
Etnička grupa Gabobora živi u selima na sjevernoj obali Cape Vogela.

## Vanjske poveznice
- Ethnologue (14th)
- Ethnologue (15th)